# Occidens
Occidens is een geslacht van uitgestorven basale tetrapoden, dat leefde in het Vroeg-Carboon (ongeveer 350 miljoen jaar geleden). De fossiele overblijfselen zijn gevonden in Noord-Ierland.

## Naamgeving
Het enige wat over dit dier bekend is, is een gedeeltelijk linkeronderkaaksbeen, gevonden in 1843 door de Britse geoloog Joseph Ellison Portlock in Londonderry in het huidige Noord-Ierland. De geleerde wees het fossiel toe aan de kwastvinnige vis Holoptychius; het fossiel werd vervolgens meer dan een eeuw in de collecties van de British Geological Survey gedeponeerd, voordat het in 2004 opnieuw werd bestudeerd en erkend door de paleontologen Jennifer A. Clack en Per Ahlberg als behorend tot een basale tetrapode. 
Zij benoemden de typesoort Occidens portlocki. De geslachtsnaam Occidens verwijst naar zijn meer westerse aanwezigheid dan die van andere archaïsche tetrapoden uit Groot-Brittannië, terwijl de soortaanduiding Portlock eert. 
Het holotype is GSM 28498, de ramus van de linkeronderkaak. Het onderkaaksbeen is waarschijnlijk afkomstig uit de Altagoïsche formatie en zou, op basis van een analyse van het fossiele stuifmeel, kunnen dateren van ongeveer 350 miljoen jaar geleden (Laat-Tournaisien). De aanwezigheid van Occidens in het Tournaisien maakt het een taxon van fundamenteel belang, aangezien het in het midden van de zogenaamde Romer's Gap zou hebben geleefd, een geologisch interval van het Vroeg-Carboon waar zeer weinig fossiele overblijfselen van tetrapoden zijn. Dit geologische interval scheidt de eerste verschijning van de tetrapoden in het Laat-Devoon van de eerste evolutionaire spreiding van de groep, tegen het einde van het Vroeg-Carboon.

## Beschrijving
Clack en Ahlberg merkten enkele onderscheidende kenmerken op bij Occidens, waaronder een rechte rij tanden langs de coronoïdale botten op het binnenoppervlak van de onderkaak, een open sulcus voor het zijlijnzintuig op het buitenoppervlak van de onderkaak, en een van het gewricht tussen het tandbeen en de hoekbeenderen. Het kaakbot is hoog, vergelijkbaar met dat van Crassigyrinus en whatcheeriiden (beide van Romer's Gap) in het algemeen.

## Fylogenie
De verwantschapsbanden van Occidens met andere archaïsche tetrapoden zijn onzeker. In de meeste fylogenetische bomen van de analyse van Clack en Ahlberg uit 2004, ligt Occidens dicht bij de whatcheeriiden en het taxon Tulerpeton uit het Devoon, omdat het meer afgeleid is dan alle andere Devoonse taxa, maar basaler dan Crassigyrinus en Romer's Gap taxa zoals Greererpeton en Megalocephalus. Een fylogenetische analyse uitgevoerd in 2008 door Marcello Ruta en John Bolt gaf Occidens aan als de naaste verwant van Sigournea multidentata, een soort afkomstig van de Romer's Gap en gevonden in Iowa; de analyse heeft echter niet de verwantschappen van deze twee soorten met de andere tetrapoden van het Vroeg-Carboon opgelost.